# Gunterichthys
Gunterichthys is een geslacht van straalvinnige vissen uit de familie van naaldvissen (Bythitidae).

## Soorten
- Gunterichthys bussingi Møller, Schwarzhans & Nielsen, 2004
- Gunterichthys coheni Møller, Schwarzhans & Nielsen, 2004
- Gunterichthys longipenis Dawson, 1966